# Emma Calvé
Emma Calvé –Rosa Emma Calvet– va ser una cèlebre soprano francesa, de la Belle Époque, nascuda el 15 d'agost de 1858 a La Sala (en francès, Decazeville), Occitània, i morta el 6 de gener de 1942 a Millau.
Quan tenia tres mesos la família va emigrar a Espanya per treballar; als sis anys tornà a França amb la mare. Estudià en una escola de monges, on aprengué els primers rudiments musicals. Més endavant, a París, començà a estudiar cant amb Jules Puget.
Alumna de Mathilde Marchesi i de Manuel Vicente García va debutar a Brussel·les com a Margarita en el Faust de Gounod i va fer una gira per Itàlia actuant a La Scala de Milà, Roma i Florència, on va poder veure l'actriu tràgica Eleonora Duse, que la va influir en el seu histrionisme.
Va ser la primera soprano del Teatre Nacional de l'Opéra-Comique de París del 1884 fins al 1887 i va debutar als Estats Units, al Metropolitan Opera de Nova York, el 29 de novembre de 1893; hi cantà fins al 1904.

A París va crear el paper de Suzel a L'amico Fritz, de Pietro Mascagni, i després el de Santuzza, de Cavalleria Rusticana, d'aquest mateix autor.

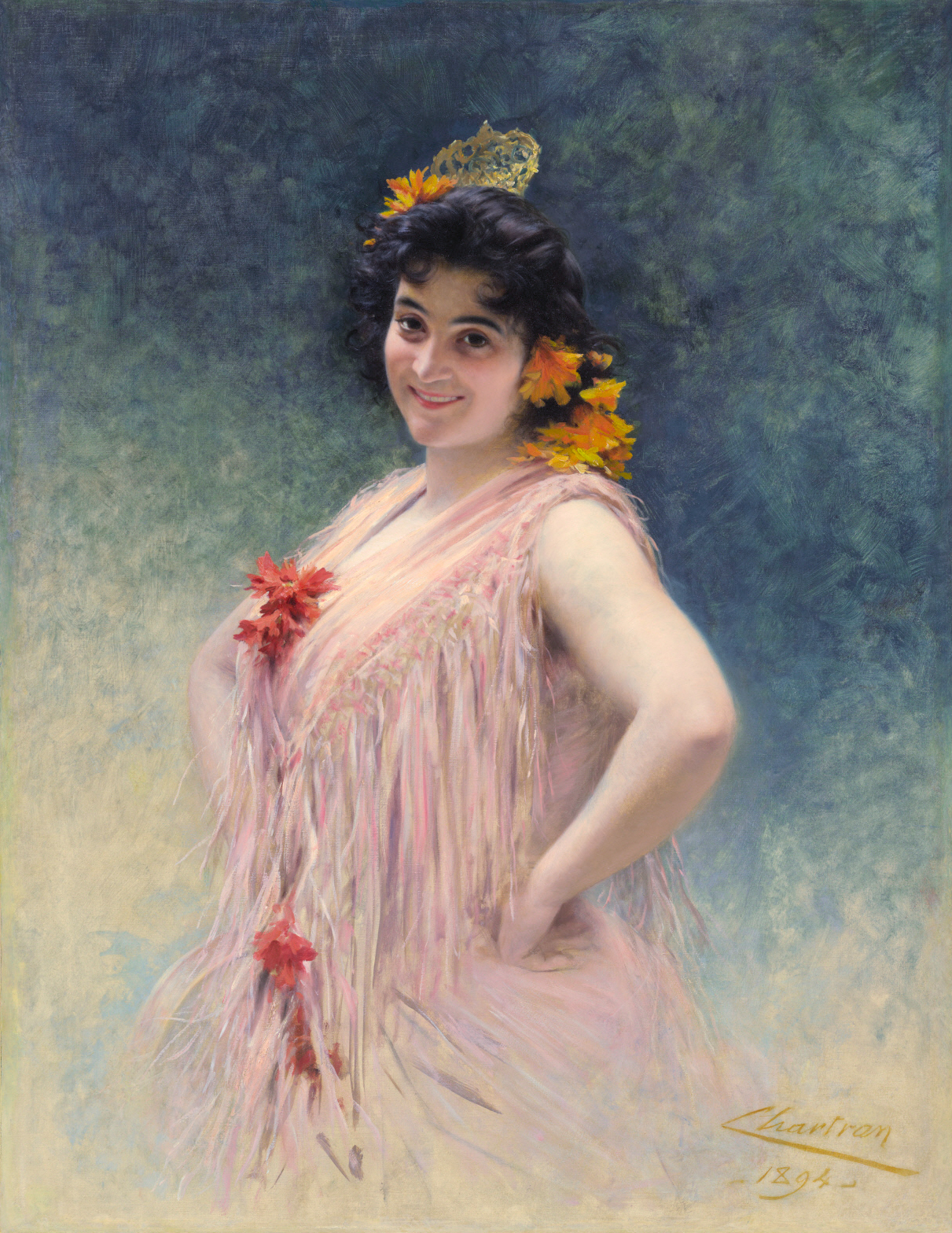
Emma Calvé, en el rol de Carmen, en un retrat de Théobald Chartran (1894)

El 1894, a Amèrica, va obtenir un gran triomf com a Carmen, i aquell mateix any, com a Mignon. Entre els seus rols més notables es troben Ofèlia, Pamina, la Comtessa Almaviva i Safo, però és especialment recordada com una de les grans encarnacions de la Carmen de Bizet. El 1925 es va retirar dels escenaris per dedicar-se a l'ensenyament.
Va escriure dues autobiografies: My Life (1922) i Sous tous els ciels, j'ai chanté (1940).

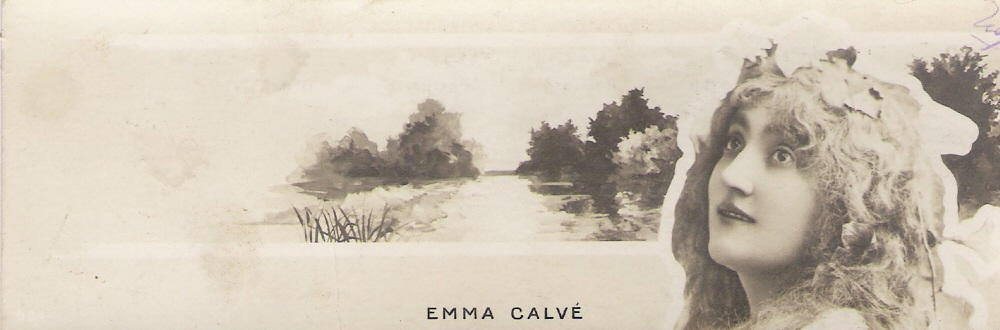
Emma Calvé en una postal de 1905

## Bibliografia

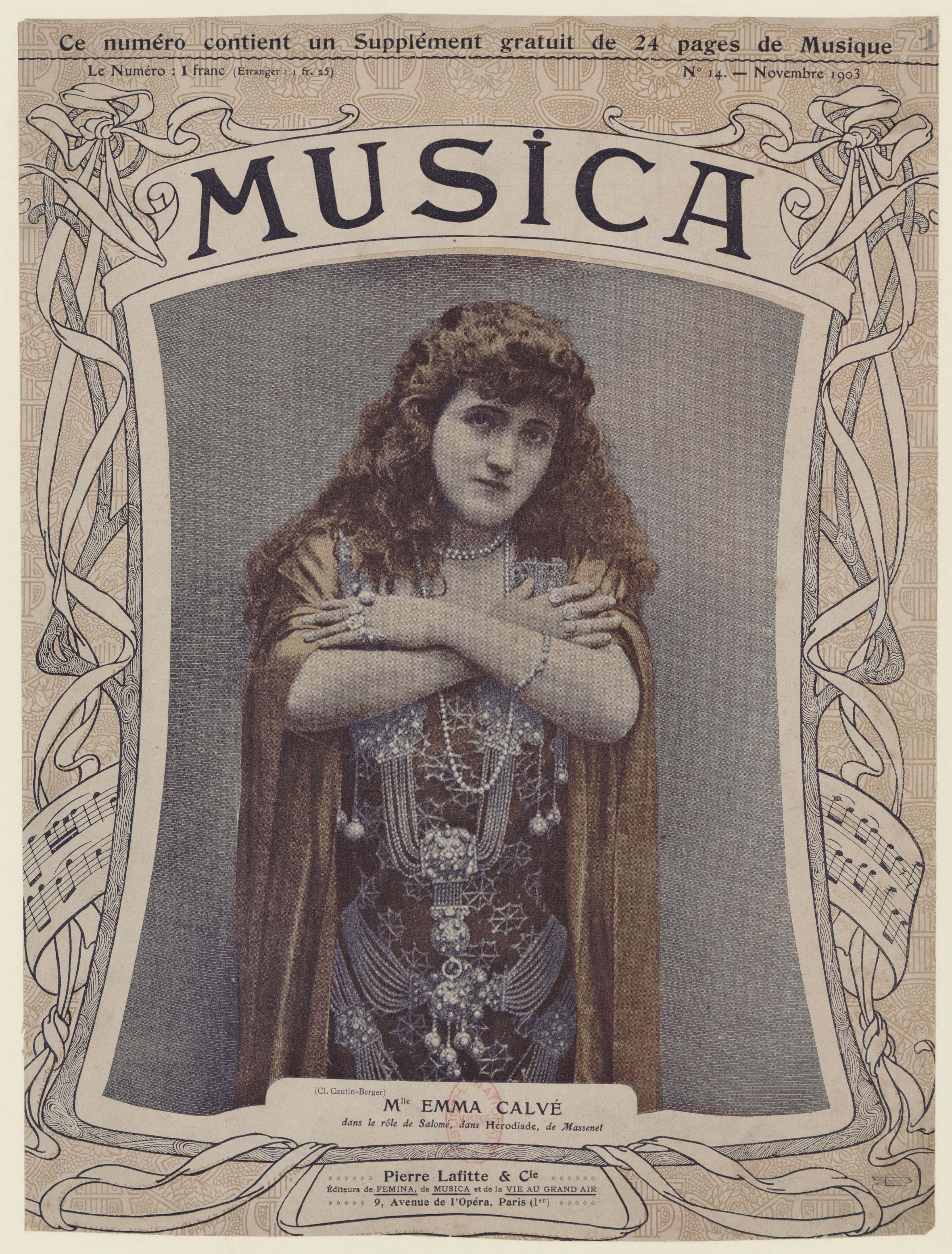
Emma Calvé, en la portada d'una revista musical, 1903.